# Ognolles
Ognolles és un municipi francès, situat al departament de l'Oise i a la regió dels Alts de França. L'any 2007 tenia 271 habitants.

## Demografia

### Població
El 2007 la població de fet d'Ognolles era de 271 persones. Hi havia 92 famílies de les quals 20 eren unipersonals (8 homes vivint sols i 12 dones vivint soles), 24 parelles sense fills, 40 parelles amb fills i 8 famílies monoparentals amb fills.
La població ha evolucionat segons el següent gràfic:
Habitants censats

### Habitatges
El 2007 hi havia 108 habitatges, 96 eren l'habitatge principal de la família, 9 eren segones residències i 3 estaven desocupats. 107 eren cases i 1 era un apartament. Dels 96 habitatges principals, 82 estaven ocupats pels seus propietaris i 14 estaven llogats i ocupats pels llogaters; 5 tenien dues cambres, 9 en tenien tres, 27 en tenien quatre i 54 en tenien cinc o més. 88 habitatges disposaven pel capbaix d'una plaça de pàrquing. A 32 habitatges hi havia un automòbil i a 49 n'hi havia dos o més.

### Piràmide de població
La piràmide de població per edats i sexe el 2009 era:
| Homes | Edats   | Dones |
| ----- | ------- | ----- |
| 0     | 95 o +  | 0     |
| 0     | 90 a 94 | 0     |
| 0     | 85 a 89 | 0     |
| 0     | 80 a 84 | 0     |
| 8     | 75 a 79 | 4     |
| 0     | 70 a 74 | 0     |
| 8     | 65 a 69 | 12    |
| 8     | 60 a 64 | 8     |
| 0     | 55 a 59 | 4     |
| 8     | 50 a 54 | 4     |
| 8     | 45 a 49 | 12    |
| 20    | 40 a 44 | 0     |
| 8     | 35 a 39 | 16    |
| 4     | 30 a 34 | 4     |
| 16    | 25 a 29 | 12    |
| 8     | 20 a 24 | 4     |
| 16    | 15 a 19 | 4     |
| 0     | 10 a 14 | 8     |
| 4     | 5 a 9   | 8     |
| 16    | 0 a 4   | 0     |

## Economia
El 2007 la població en edat de treballar era de 175 persones, 134 eren actives i 41 eren inactives. De les 134 persones actives 121 estaven ocupades (73 homes i 48 dones) i 13 estaven aturades (4 homes i 9 dones). De les 41 persones inactives 13 estaven jubilades, 15 estaven estudiant i 13 estaven classificades com a «altres inactius».

### Ingressos
El 2009 a Ognolles hi havia 94 unitats fiscals que integraven 272 persones, la mediana anual d'ingressos fiscals per persona era de 17.331,5 €.

### Activitats econòmiques
Dels 6 establiments que hi havia el 2007, 1 era d'una empresa de fabricació de material elèctric, 3 d'empreses de construcció, 1 d'una empresa d'hostatgeria i restauració i 1 d'una empresa de serveis.
Dels 2 establiments de servei als particulars que hi havia el 2009, 1 era una fusteria i 1 lampisteria.
L'any 2000 a Ognolles hi havia 5 explotacions agrícoles que ocupaven un total de 640 hectàrees.

## Equipaments sanitaris i escolars
El 2009 hi havia una escola elemental integrada dins d'un grup escolar amb les comunes properes formant una escola dispersa.

## Poblacions més properes
El següent diagrama mostra les poblacions més properes.